# Джарахов, Эльдар Казанфарович
Эльда́р Казанфа́рович Джара́хов (род. 12 июля 1994, Сторожевские Хутора, Усманский район, Липецкая область, Россия) — артист, музыкант, автор подкаста «Подкаст № 1». Один из основателей рэп-дуэта «Успешная группа» и объединения «КликКлак». В 2017 году клип Джарахова «Блокеры» занял третье место по числу просмотров на YouTube среди всех музыкальных видео в России. В 2021 году трек «Я в моменте» стал одним из самых популярных треков в российских стриминговых сервисах.

## Биография и творчество

### Раннее детство
Родился 12 июля 1994 года в российском селе Сторожевские Хутора (Усманский район Липецкой области) в лезгинской семье. В пять лет врачи диагностировали у него сахарный диабет. В шесть лет переехал с семьёй в Новокузнецк (Кемеровская область), где в 2000 году пошёл в школу.

### Школьные годы и первые пробы в музыке
Во время учёбы Эльдар не проявлял стремления к гуманитарным и точным наукам, но пользовался авторитетом в компаниях и регулярно участвовал в общественно-массовых мероприятиях.
В 10—11 лет Джарахов вместе со школьным приятелем Александром Смирновым, вдохновившись проектами Comedy Club и Наша Russia, записывают на телефон первые скетчи. Внимание Джарахова привлёк рэп: для одного из школьных концертов Эльдар под псевдонимом D.L.Greez вместе с Александром Смирновым под псевдонимом «Тилэкс» создали рэп-группу Prototypes MC’s. К 2010 году коллектив уже несколько раз выступил в местных клубах.

### Первые работы и успех
В сентябре 2012 года Эльдар начинает своё творчество с «Успешной группой». Первая работа коллектива — видеоклип, посвящённый сообществу MDK в соцсети ВКонтакте. Администраторы MDK высоко оценили клип и предложили сотрудничество. За несколько месяцев видео набрало миллион просмотров, а за 10 лет — более 7 миллионов.
12 октября 2012 года «Успешная группа» выпустила клип «Красный мокасин». В нём Эльдар вместе с друзьями пародирует самый просматриваемый в то время видеоролик на YouTube — Gangnam Style. Это видео набрало уже порядка 10 миллионов просмотров. 15 декабря 2015 года Эльдар при поддержке McDonald’s выпускает клип «Улыбаюсь» — пожалуй, самый добрый ролик за историю канала «Успешная группа». 2 ноября 2017 года «Успешная группа» после долгого молчания выпускает клип «Дисслайк»: в треке Джарахов и Тилэкс диссят (критикуют) самих себя. Самыми просматриваемыми работами дуэта стали «Мой елдак» (более 13 млн) и «ЦокЦок» (более 28 млн).
В 2013 году к коллективу присоединяется Илья Прусикин. Совместный проект они назвали «КликКлакБэнд». Команда продолжает снимать сатирические ролики, а также пародии на популярные музыкальные клипы. Среди самых известных видеоработ: «Любовь» (8 млн просмотров), «Номер один» (4,7 млн), «Ко второму уроку» (3,8 млн).
В этом же году на YouTube появился развлекательный проект «КликКлак»: вместе с Джараховым и Прусикиным над ним работают Юрий Музыченко (солист группы The Hatters), Андрей Смирнов под псевдонимом «Старый», Ира Смелая (популярный блогер, жена Ильи Прусикина) и другие. «КликКлак» делает самые разные шоу, среди которых «Трэш лото», «Дай леща», «Зашкварные истории». Со временем «КликКлак» становится одним из самых популярных развлекательных каналов в российском YouTube.
В 2013-м Джарахов переезжает из Новокузнецка в Санкт-Петербург.

### Дальнейшие работы и проекты
В 2014 году создан проект «В гостях у Охрипа»: поговорить про жизнь к Охрипу (псевдоним Эльдара в этом шоу) приходят видеоблогеры, среди которых: Сергей Зверев, SNAILKICK, Ник Черников, Андрей Нифёдов, Юрий Хованский, Данила Поперечный и другие. Также Эльдар запускает юмористический проект «рЕп школа», в котором крутой учитель Эльдар Джарахов даёт рэп-советы ученикам.
В этом же году Эльдар создаёт канал под названием dzharakhov («ДЖАРАХОВ»), где публикует «влоги» (видео о собственной жизни).
В 2015 году Джарахов играет магистра Йоду в интернет-сериале «Великое противостояние», который приурочен к выходу седьмого эпизода «Звёздных войн» и, как и сага, состоит из семи серий.
25 июля 2016 года на канале Джарахова появился клип «Покебол», посвящённый игре Pokémon GO. Видео за 6 лет набрало более 26 млн просмотров.
28 октября 2016 года Эльдар совместно с Disney выпускает VR-клип «СТРАННЫЙ» в поддержку блокбастера «Доктор Стрэндж». Видео в формате 360°, снятое одним кадром, набрало более 22 млн просмотров за 6 лет. По словам Эльдара, ролик сняли за 3 дня.
20 апреля 2017 года Эльдар выпускает клип «Блокеры», в котором приняли участие Ивангай, Макс +100500, Юрий Хованский, CMH, группа «Хлеб», Ресторатор, Big Russian Boss и другие блогеры. В ролике пародируются популярные клипы: «Тает лёд» группы «Грибы», Black Siemens от Pharaoh, «Притон» Скриптонита, «Город под подошвой» Oxxxymiron и «Сочиняй мечты» группы «Каста». За 5 лет видео посмотрели более 47 млн человек. «Блокеры» заняли третье место среди самых просматриваемых на YouTube музыкальных видеороликов 2017 года в России по версии Google.
31 января 2018 года Эльдар экранизировал песню «Делориан», в которой рассуждает о неизбежном ходе времени и жизненных ценностях. Ролик набрал 18 млн просмотров.
19 сентября 2018 года выходит дебютный музыкальный альбом ROCK’n’ROFL. В нём 12 композиций, среди которых есть уже выпущенные треки: «Пьём», «Game over», «Делориан» и «Покебол» (с новым добавленным куплетом), а также новая версия шуточного трека «Мой елдак» — «Елдак 2021». Альбом за сутки возглавил чарты Apple Music. В марте 2019 года Джарахов отправился в масштабный гастрольный тур по стране и за месяц посетил более 30 городов. Презентация альбома в столичном клубе RED прошла 28 апреля с аншлагом.
В 2017 году Джарахов вызвал на Versus BPM блогера Ларина. Поединок стал одним из самых просматриваемых на их канале.
21 февраля 2019 года выходит блогерский манифест Джарахова, Big Russian Boss, группы «Хлеб», MORGENSTERN и других в клипе «Гена Букин». Каждый из блогеров становится героем стилизованной части 7-минутного видео и читает рэп про женщин, деньги, славу, стильные шмотки, сравнивая себя с героем сериала «Счастливы вместе» — Геной Букиным.
5 июня 2021 состоялась премьера трека «Я в моменте» Джарахова и Markul — ремейк песни «Я делаю шаг» The Hatters, с которой Эльдар выступал на концерте группы. Небольшой фрагмент песни в исполнении Джарахова так завирусился, что рэпер не мог не выпустить полноценную студийную версию. В итоге композиция «Я в моменте» сразу же заняла 1 место в Apple Music, всего за четыре дня взлетела на первые строчки всех музыкальных чартов и стала главным российским хитом лета 2021-го, с которым Эльдар выступил в «Вечернем Урганте» и «Намеднях». Lyric video на песню собрало более 36 млн просмотров, а через два месяца Джарахов опубликовал mood video, в котором друзья, знакомые и множество случайных людей делятся фрагментами своей повседневной жизни. В чарте Яндекс Музыки релиз находился почти 500 дней, в Apple Music — 9 месяцев, в VK Музыке — более полугода.
Вместе с поклонниками у «Я в моменте» появлялись и хейтеры, поэтому 5 августа 2021 Джарахов пообещал удалить трек со всех платформ и этой же ночью выпустить обновлённую версию — в дуэте с Mary Gu. Если фит с Markul был достаточно позитивным, то «Я в моменте — 2» получился похожим на высказывание о пороках современного общества: зависимости от социальных сетей, оторванности от реального мира.
3 ноября 2021 на канале «КликКлак» в YouTube после полуторагодовой тишины вышло шоу-камбэк «Крысиные бега». В нём 10 друзей борются за 5 миллионов рублей: на общий приз каждый скинулся по полмиллиона. 1 августа 2023 года состоялась премьера второго сезона проекта.
17 марта 2022 Джарахов выпустил свой второй альбом «Лёгкий способ бросить любить», в который вошли 20 треков. Чтобы сложилась полноценная история, Джарахов советовал не пропускать песни при прослушивании — даже те, что вышли ранее.
7 ноября 2022 канал «Успешная группа» был переименован на 2 BOYZ NO CAP, а 25 ноября 2022 вышел одноимённый альбом — первая совместная пластинка Джарахова и SQWOZ BAB. Примечательно, что на трек «Запрещёнка» было снято два видео: одна версия предназначалась для просмотра глухонемыми.
7 марта 2023 года вышел премьерный выпуск развлекательного квест-шоу на СТС «Большой побег», в котором Эльдар принял участие вместе с Владимиром Маркони, Александром Бельковичем, Алексеем Столяровым и Магомедом Муртазалиевым. А 9 июня на СТС состоялась премьера «КликКлак шоу», шоураннером и ведущим которого стал Руслан Усачёв. В специально подготовленном павильоне площадью 1,5 тысячи квадратных метров проходят испытания как постоянные участники проекта Эльдар Джарахов, Юрий Музыченко, Satyr, Андрей Старый, Даня Крастер и Андрей Прокофьев, так и приглашённые звёзды.
19 апреля 2023 года Джарахов выпускает трек «Пацан», в котором признаётся в любви самым верным фэнам. Музыкант проводит их сквозь главные песни, созданные им за 10 лет. Визуализирует эту историю клип, придуманный Эльдаром. И в мае Джарахов собирает своих слушателей на больших выступлениях в Москве и Санкт-Петербурге, приуроченных к 10-летию творчества. 23 июня 2023 года вышел новый трек Джарахова и The Hatters — «В Питере». Эта песня — идеальный гайд для всех, кто давно не был в Санкт-Петербурге или готов взглянуть на него по-новому.
Сейчас Эльдар готовит большой студийный альбом ROCK’n’ROFL 2 — премьера была запланирована на 2024 год.
В 2025 году Эльдар принял участие в шестом сезоне шоу «Маска» на телеканале «НТВ» в образе Капибары. Этот персонаж был разоблачён в третьем выпуске от 23 февраля 2025 года.

### Подкаст № 1
6 декабря 2020 года Эльдар запускает первую серию подкастов. В нём участвовали: Slava Marlow, SQWOZ BAB, Саша Тилэкс, MORGENSHTERN, Даня Милохин, Настя Ивлеева, Данила Поперечный, Глюкоза, Лиза Василенко, Markul, Илья Прусикин и Юра Музыченко.
В 2023 году Джарахов запускает второй сезон подкастов. Гостями новых выпусков стали блогеры-миллионники, бизнесмены, заслуженные артисты, популярные стримеры, стендап-комики и люди запрещённых профессий.
Один из самых нашумевших выпусков стал с человеком, работа которого связана с незаконной деятельностью: Сутенёр, а также выпуск с Никитой Кологривым после премьеры известного сериала «Слово пацана», это видео собрало более 7 млн просмотров. Высокая цитируемость в СМИ, сотни крупных публикаций про героев подкаста, миллионы просмотров видео сделали проект одним из самых популярных YT-проектов в 2023 году.

## Дискография

### Студийные альбомы
| Название                               | Детали |
| -------------------------------------- | --- |
| Rock’n’Rofl                            | - Выпущен: 18 сентября 2018 - Лейбл: LB Family - Формат: Цифровое скачивание, стриминг                                       |
| «Лёгкий способ бросить любить»         | - Выпущен: 17 марта 2022 - Лейбл: независимый (дистрибуция через Believe Digital) - Формат: Цифровое скачивание, стриминг    |
| 2 Boyz No Cap (совместно со Sqwoz Bab) | - Выпущен: 25 ноября 2022 - Лейбл: 2 Boyz No Cap (дистрибуция через Believe Digital) - Формат: Цифровое скачивание, стриминг |
| Эл                                     | - Выпущен: 16 мая 2025 - Лейбл: - Формат: Цифровое скачивание, стриминг                                                      |

### Синглы
| Год  | Название                                                                             | Альбом                            |
| ---- | ------------------------------------------------------------------------------------ | --------------------------------- |
| 2014 | «Мой елдак» (при уч. Тилэкса)                                                        | Внеальбомные синглы               |
| 2014 | «Номер один» (при уч. Илья Прусыкин)                                                 | Внеальбомные синглы               |
| 2015 | «ЦОК-ЦОК» (при уч. Тилэкса)                                                          | Внеальбомные синглы               |
| 2015 | «Любовь» (при уч. Илья Прусыкин)                                                     | Внеальбомные синглы               |
| 2015 | «Улыбаюсь» (при уч. Тилэкса)                                                         | Внеальбомные синглы               |
| 2016 | «Странный»                                                                           | Внеальбомные синглы               |
| 2016 | «Pokeball»                                                                           | Внеальбомные синглы               |
| 2017 | «Блокеры»                                                                            | Внеальбомные синглы               |
| 2017 | «Дисслайк» (при уч. Тилэкса)                                                         | Внеальбомные синглы               |
| 2017 | «Поезд Хайпа» (при уч. Сергей Дружко)                                                | Внеальбомные синглы               |
| 2018 | «Делориан»                                                                           | Rock’n’Rofl                       |
| 2018 | «Game Over»                                                                          | Rock’n’Rofl                       |
| 2018 | «SWEET DREAMS»                                                                       | Rock’n’Rofl                       |
| 2018 | «Пьём»                                                                               | Rock’n’Rofl                       |
| 2018 | «KILL YOU»                                                                           | Rock’n’Rofl                       |
| 2018 | «БОЛЬ»                                                                               | Rock’n’Rofl                       |
| 2018 | «УВЕРЕН»                                                                             | Rock’n’Rofl                       |
| 2018 | «I’m dead» (при уч. Nikitata)                                                        | Rock’n’Rofl                       |
| 2018 | «КОГДА МЫ ОДН»                                                                       | Rock’n’Rofl                       |
| 2018 | «ПОКЕБОЛ»                                                                            | Rock’n’Rofl                       |
| 2018 | «ЕЛДАК 2021»                                                                         | Rock’n’Rofl                       |
| 2018 | «ОСТАВЬ МЕНЯ В ПОКОЕ»                                                                | Rock’n’Rofl                       |
| 2018 | «INTRO»                                                                              | Rock’n’Rofl                       |
| 2018 | «Сын маминой подруги» (при уч. Моргенштерна)                                         | Внеальбомные синглы               |
| 2018 | «Холостяк» (при уч. ЛСП, FEDUK, Егор Крид)                                           | Внеальбомные синглы               |
| 2019 | «Гена Букин» (при уч. Тилэкса, Big Russian Boss, Young P&H, DK, Моргенштерна & ХЛЕБ) | Внеальбомные синглы               |
| 2019 | «Горячие частушки»                                                                   | Внеальбомные синглы               |
| 2019 | «В долгий путь»                                                                      | 1-3 раунды 17 Независимого баттла |
| 2019 | «Ветер перемен»                                                                      | 1-3 раунды 17 Независимого баттла |
| 2019 | «Дело нескольких минут»                                                              | 1-3 раунды 17 Независимого баттла |
| 2019 | «Бэдбой»                                                                             | Внеальбомные синглы               |
| 2020 | «Я — Гусейн Гасанов»                                                                 | Внеальбомные синглы               |
| 2020 | «Собака писала» (совместно с Rozalia)                                                | Black Princess (альбом Rozalia)   |
| 2020 | «Бэнгер» (при уч. Тилэкса)                                                           | Внеальбомные синглы               |
| 2020 | «Дегенерат»                                                                          | Внеальбомные синглы               |
| 2020 | «Наладится»                                                                          | Внеальбомные синглы               |
| 2021 | «Дегенерат Deluxe» (при уч. Моргенштерна)                                            | Внеальбомные синглы               |
| 2021 | «Drill» (при уч. Смешарики)                                                          | Внеальбомные синглы               |
| 2021 | «Я в моменте» (при уч. Markul)                                                       | Внеальбомные синглы               |
| 2021 | «Я в моменте 2» (при уч. Mary Gu)                                                    | Внеальбомные синглы               |
| 2021 | «Радоваться мелочам»                                                                 | Внеальбомные синглы               |
| 2021 | «Бегу по кругу»                                                                      | Внеальбомные синглы               |
| 2021 | «Хипихап» (совместно со Sqwoz Bab)                                                   | Flowjob (альбом Sqwoz Bab)        |
| 2021 | «Половые Губы»                                                                       | Внеальбомные синглы               |
| 2021 | «Ноябрь»                                                                             | «Лёгкий способ бросить любить»    |
| 2022 | «Просто друг» (совместно со Стасом Костюшкиным)                                      | «Лёгкий способ бросить любить»    |
| 2022 | «Бегу по кругу»                                                                      | «Лёгкий способ бросить любить»    |
| 2022 | «Copacabana»                                                                         | «Лёгкий способ бросить любить»    |
| 2022 | «Всё по новой»                                                                       | «Лёгкий способ бросить любить»    |
| 2022 | «Факт»                                                                               | «Лёгкий способ бросить любить»    |
| 2022 | «Фонари»                                                                             | «Лёгкий способ бросить любить»    |
| 2022 | «Пропитана тобой»                                                                    | «Лёгкий способ бросить любить»    |
| 2022 | «Ссора за ссорой — Skit»                                                             | «Лёгкий способ бросить любить»    |
| 2022 | «212 декабря — Skit»                                                                 | «Лёгкий способ бросить любить»    |
| 2022 | «Шаlove»                                                                             | «Лёгкий способ бросить любить»    |
| 2022 | «Зачем?»                                                                             | «Лёгкий способ бросить любить»    |
| 2022 | «F63.9 — Skit»                                                                       | «Лёгкий способ бросить любить»    |
| 2022 | «Ненавижу — Skit»                                                                    | «Лёгкий способ бросить любить»    |
| 2022 | «Люблю»                                                                              | «Лёгкий способ бросить любить»    |
| 2022 | «Два незнакомых человека» (совместно со Loc-Dog)                                     | «Лёгкий способ бросить любить»    |
| 2022 | «Шерстяное худи» (совместно со Lida)                                                 | «Лёгкий способ бросить любить»    |
| 2022 | «Передруг»                                                                           | «Лёгкий способ бросить любить»    |
| 2022 | «Не надо влюбляться»                                                                 | «Лёгкий способ бросить любить»    |
| 2022 | «Вокзал»                                                                             | «Лёгкий способ бросить любить»    |
| 2022 | «17» (при уч. Rauf & Faik)                                                           | Внеальбомные синглы               |
| 2022 | «Алиса» (при уч. FirstFeel & Iskanther)                                              | Внеальбомные синглы               |
| 2022 | «Реквием по мечте» (при уч. Hensy)                                                   | Внеальбомные синглы               |
| 2022 | «Килиманджаро» (при уч. SNK & Бойфренд)                                              | Внеальбомные синглы               |
| 2022 | «Запрещёнка» (совместно со Sqwoz Bab)                                                | 2 Boyz No Cap                     |
| 2022 | «2 BOYZ NO CAP» (совместно со Sqwoz Bab)                                             | 2 Boyz No Cap                     |
| 2022 | «DAGA BAGA» (совместно со Sqwoz Bab)                                                 | 2 Boyz No Cap                     |
| 2022 | «Вторник» (совместно со Sqwoz Bab)                                                   | 2 Boyz No Cap                     |
| 2022 | «UK BIKINI» (совместно со Sqwoz Bab)                                                 | 2 Boyz No Cap                     |
| 2022 | «УНИВЕР» (совместно со Sqwoz Bab)                                                    | 2 Boyz No Cap                     |
| 2022 | «КЛУБНЯК СКАЧАТЬ» (совместно со Sqwoz Bab)                                           | 2 Boyz No Cap                     |
| 2022 | «ДЕТРОЙТ ДЛЯ МАМЫ» (совместно со Sqwoz Bab)                                          | 2 Boyz No Cap                     |
| 2022 | «ДЖИММИ НЕЙТРОН» (совместно со Sqwoz Bab)                                            | 2 Boyz No Cap                     |
| 2022 | «МУСОРА» (совместно со Sqwoz Bab)                                                    | 2 Boyz No Cap                     |
| 2022 | «ЦЕНЗУРА» (совместно со Sqwoz Bab)                                                   | 2 Boyz No Cap                     |
| 2022 | «SEXICO» (совместно со Sqwoz Bab)                                                    | 2 Boyz No Cap                     |
| 2022 | «Розовая луна» (совместно со Sqwoz Bab и Клавой Кокой)                               | 2 Boyz No Cap                     |
| 2022 | «I Love My Life» (совместно с blago white и Молодым Платоном)                        | Внеальбомные синглы               |
| 2023 | «Туристы» (совместно с Pegas)                                                        | Внеальбомные синглы               |
| 2023 | «Пацан»                                                                              | Внеальбомные синглы               |
| 2023 | «Лети» (совместно с Klavo Bravo)                                                     | Внеальбомные синглы               |
| 2023 | «В Питере» (совместно с The Hatters)                                                 | Внеальбомные синглы               |
| 2023 | «Домой»                                                                              | Внеальбомные синглы               |
| 2023 | «Тысячи глаз»                                                                        | Внеальбомные синглы               |
| 2023 | «Трезвым» (совместно с 3333)                                                         | Эл                                |
| 2024 | «Холодный дождь» (совместно с WhyBaby?, BAbyBoi, Просто Лера)                        | Внеальбомные синглы               |
| 2024 | «Цунами» (совместно с MONA)                                                          | Внеальбомные синглы               |
| 2024 | «Пасмурно»                                                                           | Внеальбомные синглы               |
| 2024 | «Сейфспейс» (совместно с Navai)                                                      | Внеальбомные синглы               |
| 2025 | «Russian Jordan» (совместно с Desiigner)                                             | ЭЛ                                |
| 2025 | «Очередная песня про любовь»                                                         | ЭЛ                                |
| 2025 | «Париж» (совместно с FEDUK)                                                          | Внеальбомные синглы               |

### Гостевое участие
| Год  | Артист             | Трек                  | Альбом                         |
| ---- | ------------------ | --------------------- | ------------------------------ |
| 2013 | Ник Черников       | «Терпи, Ашот»         | Внеальбомные синглы            |
| 2017 | СД                 | «Чёрный список»       | Mixtape King Vol. 3            |
| 2017 | Хлеб               | «Алиэкспрессгэнг»     | «Пушка»                        |
| 2018 | Bizin              | «Пламя»               | Coffeeshop                     |
| 2018 | Bumble Beezy       | «Тет-а-тет»           | 111111                         |
| 2018 | Little Big         | «Faradenza»           | Внеальбомные синглы            |
| 2019 | Тилэкс             | «Таешь на губах»      | Внеальбомные синглы            |
| 2019 | Клава Кока         | «Влюблена в МДК»      | Внеальбомные синглы            |
| 2020 | Sqwoz Bab          | «BOOTY»               | Body Language                  |
| 2020 | СД & ST1M          | «Мой блок»            | «Аггро 2.0»                    |
| 2020 | ST1M               | «Идеальный пациент»   | 7 раунд 17 Независимого баттла |
| 2021 | Аня Покров         | «Авиарежим»           | Внеальбомный сингл             |
| 2021 | The Hatters        | «Я делаю шаг Live»    | V                              |
| 2021 | Егор Крид & Бустер | «Самый худший трек»   | Внеальбомный сингл             |
| 2021 | Sqwoz Bab          | «ХИПИХАП»             | «FLOWJOB»                      |
| 2022 | Sqwoz Bab          | «Вуаля»               | «Записки о любви»              |
| 2022 | Lida               | «Шерстяное худи»      | «Лёгкий способ бросить долги»  |
| 2022 | Витя АК            | «Наполеон»            | «Лакшери аденграунд»           |
| 2022 | Житность           | «Сахарок»             | Внеальбомный сингл             |
| 2022 | Sqwoz Bab          | «Окей»                | «Ringtone Demo Final Mix 2»    |
| 2022 | Хлеб               | «Марина»              | «Последний»                    |
| 2022 | Rauf & Faik        | «17 лет»              | Внеальбомные синглы            |
| 2022 | CMH                | «Рубль»               | Внеальбомные синглы            |
| 2023 | Ивангай            | «Весна»               | «Любовь»                       |
| 2023 | ASAMMUELL          | «Не в моменте»        | Внеальбомный сингл             |
| 2023 | Филипп Киркоров    | «Лесной олень»        | «VK под шубой 2»               |
| 2024 | TRAVMA             | «Среди серых облаков» | Внеальбомные синглы            |
| 2025 | CMH                | «MNE POHUY»           | «KILL THIS ALBUM»              |

## Фильмография
| Год  |     | Название                  | Роль               |
| ---- | --- | ------------------------- | ------------------ |
| 2016 | ф   | Озон                      | камео              |
| 2017 | с   | vape nation               | неназванный вейпер |
| 2020 | мф  | Тролль: История с хвостом | Трим               |
| 2020 | ф   | Когда же это кончится?    | брошенный парень   |
| 2021 | док | Блогеры и Дороги          | камео              |
| 2024 | ф   | Майор Гром: Игра          | камео              |

## Рэп-баттлы

### «Versus Battle»
| Соперник      | Дата выхода |
| ------------- | ----------- |
| Ник Черников  | 2014        |
| Дмитрий Ларин | 2017        |
| Satyr         | 2019        |

### «Кубок МЦ»
| Соперник    | Дата выхода |
| ----------- | ----------- |
| Klava Bravo | 2023        |

## Награды и премии
| Год  | Премия              | Категория, работа         | Результат |
| ---- | ------------------- | ------------------------- | --------- |
| 2013 | Медиа Премия Рунета | Лучший видеопроект Рунета | Победа    |
| 2015 | Видфест             | Лайк за музыку            | Победа    |
| 2016 | Видфест             | Лайк за лайфстайл         | Победа    |
| 2017 | Видфест             | Лайк за песню             | Победа    |

- Один из наиболее популярных видеороликов в России в 2017 году по версии Google — клип «Блокеры»[50][51][52][53][54][55][56].